# Vectius niger
Vectius niger (Simon, 1880) è un ragno appartenente alla famiglia Trochanteriidae.
È l'unica specie nota del genere Vectius.

## Distribuzione
L'unica specie oggi nota di questo genere è stata rinvenuta in Brasile, nel Paraguay e in Argentina.

## Tassonomia
Trasferita qui dall'ex-famiglia Platoridae a seguito di un lavoro dell'aracnologo Platnick (1990a).
Dal 2007 non sono stati esaminati altri esemplari, né sono state descritte sottospecie al 2016.

### Sinonimi
- Vectius fraternus (Mello-Leitão, 1915); posta in sinonimia con Vectius niger (Simon, 1880) a seguito di un lavoro di Corronca (1996b)[1].